# Abseits des Lebens
Abseits des Lebens (Originaltitel Land) ist ein Filmdrama von Robin Wright, das Anfang Februar 2021 beim Sundance Film Festival seine Premiere feierte und am 12. Februar 2021 in die US-Kinos kam. Der Kinostart in Deutschland erfolgte am 5. August 2021.

## Handlung
Die Anwältin Edee Holzer zieht sich nach einem schmerzlichen Verlust in die Wildnis zurück. Sie zieht in eine abgelegene Hütte in den Rocky Mountains und gibt sich ihrer Trauer hin. Doch der Versuch, allein zu überleben, scheitert an ihrer mangelnden Vorbereitung auf die harschen Bedingungen in der weitläufigen Berglandschaft. Schließlich wird sie völlig entkräftet von dem einheimischen Jäger Miguel gefunden, der sie nicht nur versorgt, sondern ihr auch beibringt, wie sie jagen und in den Bergen überleben kann.
Sie muss jedoch auch lernen, im Leben wieder alleine klarzukommen.

## Produktion
Regie führte Robin Wright. Es handelt sich bei Abseits des Lebens um das Regiedebüt bei einem Spielfilm der US-amerikanischen Schauspielerin und Golden-Globe-Preisträgerin. Das Drehbuch schrieben Jesse Chatham und Erin Dignam.
Wright übernahm im Film auch die Hauptrolle der Aussteigerin Edee Mathis Holzer. Demián Bichir spielt Miguel, der sie rettet und sie lehrt, in der Wildnis zu überleben.
Gedreht wurde an 29 Tagen im Herbst 2019 in der kanadischen Provinz Alberta, in freier Natur auf zweieinhalb Kilometern Höhe in den Rocky Mountains. Da sich die Handlung von Land über einen Zeitraum von Jahren erstreckt und alle vier Jahreszeiten einschließt, mussten Wright und ihre Crew das Beste aus diesen 29 Tagen herausholen. Kameramann Bobby Bukowski schlief in der Hütte, in der Edee im Film lebt, und Wright und ihr Produzent schliefen in Anhängern im Basislager. In Vorbereitung auf die Dreharbeiten lernten Wright und Bichir von einem „Mountain Man“, wie man ein Reh aus der Decke schlägt, in einem Fluss fischt und Holz hackt.
Die Filmmusik steuerten Ben Sollee und Time for Three bei.
Den ersten Trailer veröffentlichte Focus Features im Dezember 2020. Eine erste Vorstellung erfolgte am 31. Januar 2021 beim Sundance Film Festival. Am 12. Februar 2021 kam der Film in die US-Kinos. Im Juli 2021 wurde er beim Filmfest München gezeigt. Der Kinostart in Deutschland war am 24. Juni 2021 geplant, wurde aber wegen der Corona-Pandemie auf den 5. August 2021 verschoben.

## Rezeption

### Altersfreigabe

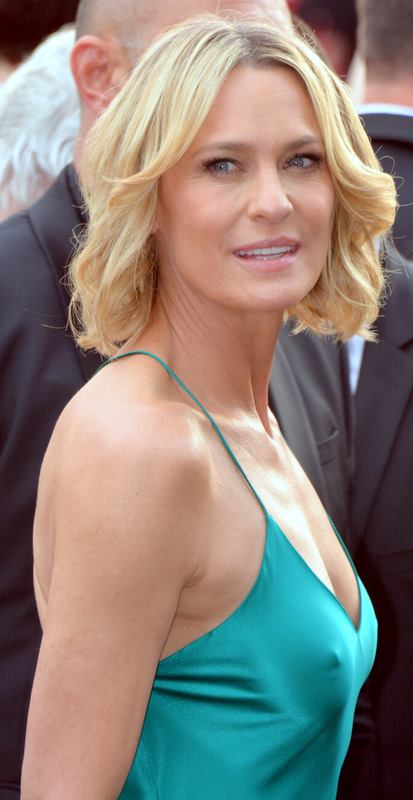
Regisseurin Robin Wright

In den USA wurde der Film von der MPAA als PG-13 eingestuft. In Deutschland wurde der Film von der FSK ab 6 Jahren freigegeben.

### Kritiken
Die Kritiken fielen bislang gemischt aus. Bei den auf Rotten Tomatoes gelisteten Kritiken waren 70 Prozent positiv. Deren durchschnittliche Bewertung liegt bei 6,5 von 10 möglichen Punkten.
Peter Osteried schreibt in seiner Funktion als Filmkorrespondent der Gilde deutscher Filmkunsttheater, Abseits des Lebens sei ein leiser und ruhiger Film, langsam erzählt, kontemplativ und sicherlich nicht jedermanns Sache, doch auch ein profunder Film, der weit über die klischierte Prämisse hinausgehe. Sich nach einem Verlust in Stille und Einsamkeit wieder selbst zu finden, sei eine gängige Trope in Hollywood, und es komme immer auf die Umsetzung an, was Robin Wright hier bestens gelungen sei. Sie habe sich nicht nur als versierte Regisseurin erwiesen, sondern brilliere auch inhaltlich: „Man spürt den Schmerz der Hauptfigur. Das macht dieses Werk zu einem Film für ein älteres Publikum, das selbst schon von diesem Schmerz gekostet hat und weiß, wie es um ihn bestellt ist.“ Die Identifikation mit Wrights Figur falle daher leicht, und ihr Weg zurück ins Leben sei positiv und inspirierend.

### Auszeichnungen
Imagen Awards 2021
- Nominierung als Bester Filmschauspieler (Demián Bichir)[18]

Palm Springs International Film Festival 2021
- Aufnahme in die Liste „10 Directors to Watch“ (Robin Wright)[19]